# كورنيليوس داراغ
كورنيليوس داراغ هو محامي وسياسي أمريكي، ولد في 1809 في بيتسبرغ في الولايات المتحدة، وتوفي بنفس المكان في 22 ديسمبر 1854. انتخب عضو مجلس ولاية بنسيلفانيا ‏ وانتخب عضو مجلس النواب الأمريكي ‏.